# 파보 리포넨
파보 타피오 리포넨(Paavo Tapio Lipponen, 1941년 4월 23일 ~) 은 핀란드의 정치인이자 전 통신원이다. 1995년부터 2003년까지 핀란드의 총리를 지냈으며, 1993년부터 2005년까지는 핀란드 사회민주당의 당수로 있었다. 또 2003년부터 2007년까지는 핀란드 국회의 의장으로 활동한 바 있다.
2006년 9월, 대한민국의 노무현 전 대통령과 면담을 하였다.

## 같이 보기
- 빌데르베르크 그룹

## 역대 선거 결과
| 선거명      | 직책명          | 대수 | 정당              | 득표율 | 득표수    | 결과 | 당락 |
| ----------- | --------------- | ---- | ----------------- | ------ | --------- | ---- | ---- |
| 2012년 선거 | 핀란드의 대통령 | 12대 | 핀란드 사회민주당 | 6.70%  | 205,111표 | 5위  | 낙선 |